# Saint-Uniac
Saint-Uniac är en kommun i departementet Ille-et-Vilaine i regionen Bretagne i nordvästra Frankrike. Kommunen ligger i kantonen Montauban-de-Bretagne som tillhör arrondissementet Rennes. År 2022 hade Saint-Uniac 512 invånare.

## Befolkningsutveckling
Antalet invånare i kommunen Saint-Uniac
Referens:INSEE